# Red-River-Kolonie

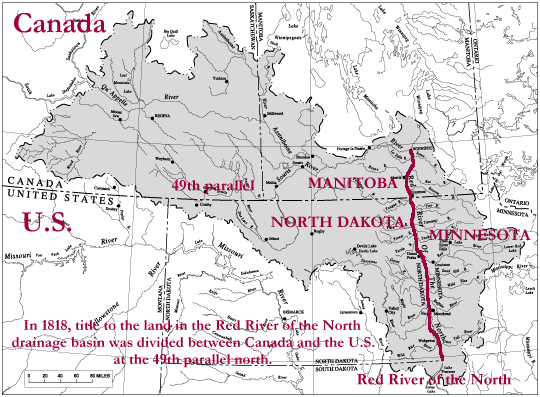
Das Gebiet der Red-River-Kolonie in der Ausdehnung, in der die HBC sie 1812 Lord Selkirk überließ, mit der Grenzziehung zwischen USA und Kanada von 1818

Die Red-River-Kolonie, englisch Red River Colony, Red River Settlement oder Selkirk Settlement, war ursprünglich ein Besiedlungs-Projekt des schottischen Earls Lord Selkirk und der Hudson’s Bay Company (HBC), das 1812 in Kanada initiiert wurde. Bis zur Gründung der kanadischen Provinz Manitoba 1870 wurde das Siedlungsgebiet um das heutige Winnipeg so bezeichnet, zum Teil auch als Red River District oder The Red River.
Die HBC überließ 1812 Selkirk ein 300.000 km² großes Gebiet aus dem im Rahmen ihres Fellhandelsmonopols von ihr verwalteten Ruperts Land. Selkirk wollte dort schottische Kleinbauern ansiedeln, die in ihrer Heimat landlos geworden waren (Highland Clearances). Im selben Jahr noch erreichte eine kleine Gruppe von etwa 18 Siedlern das Gebiet des heutigen Winnipeg und ließ sich dort nieder. Sie errichteten damit die erste britische Siedlung westlich der Großen Seen. Die kanadische Bundesregierung, vertreten durch den zuständigen Minister, würdigte diese Ansiedlung und erklärten sie am 4. Juni 1924 zu einem „nationalen historischen Ereignis“.
Die HBC versprach sich neben kürzeren Versorgungswegen zu ihren Jagdgebieten vor allem die Schwächung ihres größten Konkurrenten, der North West Company (NWC). Die NWC hatte ihren Sitz in Montréal und um die hauptsächlich in den Canadian Rockies gelegenen Jagdgebiete ihres Fellhandelsmonopols zu erreichen, mussten sie eben jenes Gebiet durchqueren, das jetzt Lord Selkirk überlassen wurde. Zudem siedelten dort auch die Métis, die die NWC mit dem für den Fellhandel elementaren Nahrungsmittel Pemmikan versorgten.
Das riesige Gebiet erstreckte sich weit über die heutigen Provinzen Manitoba, Saskatchewan und Alberta, sowie den nördlichen Rand des mittleren Westens der USA, besiedelt werden sollte aber zunächst nur ein kleines Gebiet um den Zusammenfluss von Assiniboine und Red River, the Forks genannt, und wohl nicht zufällig auch das Zentrum der Métis-Siedlungen und Standort von Fort Gibraltar, einem wichtigen Handelsposten der NWC. Das Eintreffen der ersten Siedler löste deshalb den Pemmikan-Krieg zwischen HBC und NWC aus. Nach dessen Ende und dem Zusammenschluss der geschwächten Konkurrenten HBC und NWC 1821 siedelten sich jedoch nur noch wenige Schotten dort an. Unter Red-River-Kolonie oder the Red River verstand man fortan das Gebiet um the Forks, das weiterhin hauptsächlich von Métis bewohnt wurde. Die vereinigten Fellhändler benannten Fort Gibraltar 1822 in Fort Garry um, von dem das Siedlungsgebiet und weitere Teile der ursprünglichen Red-River-Kolonie als Assiniboia verwaltet wurden.
Schon 1818 wurde der südlich des 49. nördlichen Breitengrades gelegene Teil der Red-River-Kolonie Hoheitsgebiet der USA, heute North Dakota, Minnesota, South Dakota und Montana zugehörig. Für das Siedlungsgebiet an The Forks hatte das aber keine Bedeutung.
1869 verkaufte die HBC ganz Ruperts Land an die zwei Jahre zuvor gegründete Canadian Dominion und 1870 wurde das Gebiet um The Forks in der Folge der Red-River-Rebellion zur neuen Provinz Manitoba (s. Manitoba Act). Hauptstadt Manitobas war zunächst Fort Garry, das 1873 mit den sich rasch entwickelnden umliegenden Siedlungen zur neuen Stadt Winnipeg vereinigt wurde. Bis 1912 wurde das Gebiet von Manitoba weit über seine anfängliche Ausdehnung auf seine heutige Größe bis zur Hudson Bay erweitert.